# Werner Hasselblatt
Werner Richard Karl Hasselblatt (Tartu, 22 de junio de 1890 - Luneburgo, 24 de enero de 1958) fue un abogado y político alemán báltico.

## Biografía
Werner Hasselblatt era hijo del historiador y periodista Arnold Hasselblatt. Estudió en el colegio privado Zeddelmann de Tartu y en el instituto privado von Eltz de Riga. Estudió en la Universidad Imperial de Dorpat de 1908 a 1912 y comenzó su carrera profesional en Tartu como abogado y juez de paz. 
Durante la guerra civil rusa luchó en el Regimiento del Báltico contra el Ejército Rojo y fue deportado a Siberia por los bolcheviques en 1918. En 1921 se casó con Ingeborg von Knorring. 
En el periodo de entreguerras, Hasselblatt fue miembro de la junta directiva del Partido Balto-Alemán, al que representó como miembro del Riigikogu entre 1923 y 1932. En 1925 participó en la fundación del Congreso Europeo de Nacionalidades y desempeñó un papel clave en la redacción de la ley sobre la autonomía cultural de las minorías nacionales en Estonia. 
De 1931 a 1945 fue director general y presidente interino de la Asociación de Grupos Étnicos Alemanes en Europa. En 1932 trasladó su sede de Viena a Berlín, donde residió a partir de entonces.
Hasselblatt era considerado un simpatizante de la política étnica nacionalsocialista. Desde principios de 1933 fue miembro del Volksdeutscher Rat y fundador y más tarde miembro del grupo de trabajo de Derecho Internacional de la Academia del Derecho Alemán. En abril de 1933, la Asociación de Grupos Étnicos Alemanos en Europa asumió la dirección editorial de la revista Nation und Staat, en la que Hasselblatt escribía periódicamente artículos sobre la cuestión de las minorías. Abogó repetidamente por una separación coherente entre las preocupaciones nacionales y culturales y los asuntos generales del Estado. A partir de octubre de 1942 ya no fue la asociación la que firmó el periódico, sino únicamente Werner Hasselblatt como editor.
Una parte importante de su trabajo consistió en preparar informes y memorandos en los que apoyaba demandas de revisión de fronteras. Durante la Segunda Guerra Mundial contribuyó a la política de colonización alemana en Europa del Este. Aunque, según los historiadores, Hasselblatt no puede ser caracterizado como un pionero o partidario de la política de exterminio, no criticó la injusticia de la política de ocupación en Europa del Este en sus obras, sino que más bien pidió formas de organización más efectivas.
En 1945 se trasladó con su familia a Luneburg, donde murió en 1958.